# Sonates i partites per a violí sol (Bach)

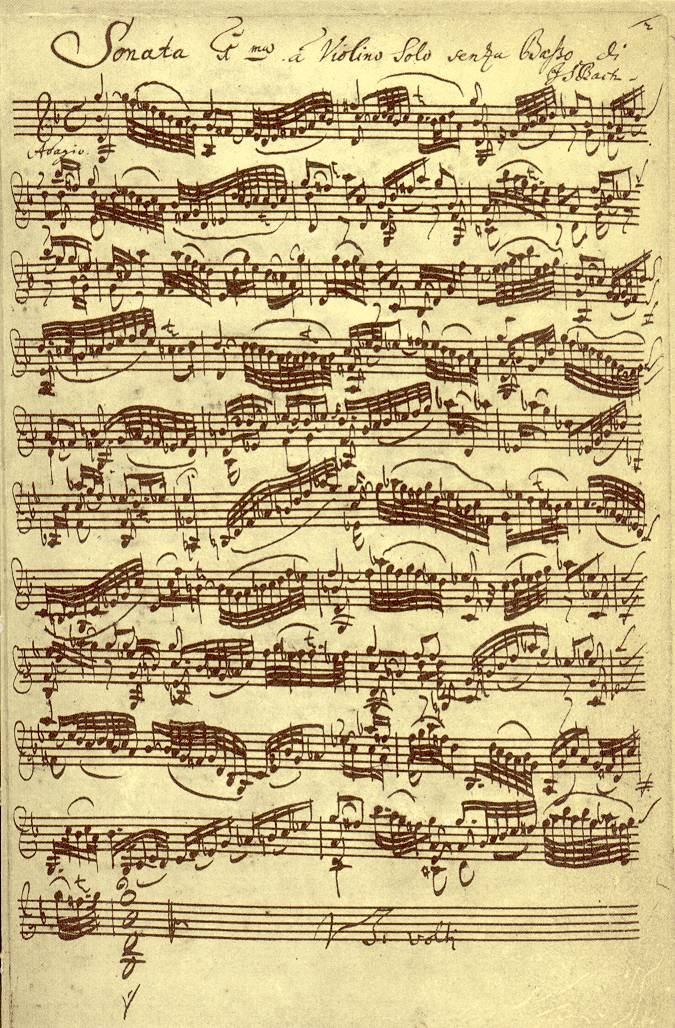
Adagio de la Sonata núm. 1 per a violí sol. Autògraf de 1720

Les Sonates i Partites per a violí sol (BWV 1001-1006) són un conjunt de sis obres per a violí compostes per Johann Sebastian Bach: tres, són sonates da chiesa en quatre moviments i tres, partites que consten de moviments basats en danses. El conjunt complet va ser publicat per primer cop l'any 1802, per Nikolaus Simrock. Avui, les Sei Solo - a violino senza Basso accompagnato, com Bach les va titular, formen part del repertori dels violinistes, i són peces d'estudi obligat, interpretades en concerts i enregistrades freqüentment.

## Composició
Bach va compondre aquestes obres el 1720, mentre ocupava el lloc de mestre de capella a Köthen. El manuscrit per poc no va ser destruït; per sort algú el va salvar que havia de ser usat com a paper de cuina per a embolicar carn. A Köthen, Bach es dedicava més a la música de cambra que a la sacra; els concerts de Brandenburg, els concert per a dos violins i les suites per a violoncel sol, daten també d'aquesta època.
L'intèrpret original de les sis sonates i partites és un músic desconegut. S'ha suggerit que podrien haver estat Johann Georg Pisendel o J. B. Volumier, ambdós violinistes talentosos de la cort de Dresden. Un altre possible intèrpret seria Joseph Spiess, director de l'orquestra a Köthen. Tanmateix, hi ha hagut alguns investigadors que suggereixen que pot haver estat el mateix Bach qui estrenés les seves pròpies obres, apuntant als seus talent com a violinista. El seu pare Johann Ambrosius Bach, era violinista, i d'acord amb el seu fill Carl Philipp Emanuel Bach "en la seva joventut, fins a apropar-se a la vellesa, tocava el violí d'una manera neta i poderosa".

## Concepció de les obres
Les sonates consten cadascuna de quatre moviments, seguint el patró habitual d'alternança del tempo, moviment lent-ràpid-lent- ràpid, amb el segon moviment en la forma de fuga. Les partites són suites en les que els moviments són danses, fent ús del patró habitual en el barroc: allemande, courante, sarabande, i gigue, amb algunes omissions i l'addició de danses galants.
Alguns erudits i intèrprets, com el violinista alemany Christian Tetzlaff, consideren que aquests obres tenen una concepció unitària, "com una gran simfonia Bruckner". També existeix una teoria per explicar el seu significat: les tres sonates són obres religioses que descriuen el Nadal, la Passió de Crist, i la Resurrecció. Les tres partites, d'altra banda, en la seva opinió, són el costat més "terrenal" de la vida, amb danses i cançons. I en la Partita en re menor, especialment a la Chaccone, apareix un rèquiem personal dedicat a la seva muller que havia mort, Maria Bàrbara Bach.

## Sonates i partites

### Sonata núm. 1 en sol menor, BWV 1001
1. Adagio
2. Fuga (Allegro)
3. Siciliano
4. Presto

Durada aproximada: 16 minuts.
La primera sonata és en sol menor, encara que al seu signe d'alteració li falta una diesi. Una fet com aquesta en la notació en el període barroc també succeeix en la tonalitat de re menor, i no hauria de suggerir necessàriament que la peça està en el mode dori.
La fuga del segon moviment, més tard, va ser transcrita pel mateix Bach, per a orgue (Preludi i Fuga, BWV 539) i per a llaüt (Fuga, BWV 1000).

### Partita núm. 1 en si menor, BWV 1002
1. Allemanda
2. Double
3. Corrente
4. Double
5. Sarabande
6. Double
7. Tempo di Bourrée
8. Double

La primera partita substitueix el tempo di bourrée per una giga, i cada moviment és seguit per una variació ornamentada, anomenada una double.
Durada aproximada: 31 minuts.

### Sonata núm. 2 en la menor A, BWV 1003
1. Grave
2. Fuga
3. Andante
4. Allegro

Durada aproximada: 24 minuts.

### Partita núm. 2 en re menor, BWV 1004
1. Allemanda
2. Corrente
3. Sarabanda
4. Giga
5. Ciaccona

En el guió original, al final de l'allemanda Bach indica 'Segue la Corrente'. La gran xacona dura gairebé 14 minuts i fàcilment supera la llargada de tots els altres moviments junts. Aquest xacona és considerada com un dels grans reptes musicals del repertori per a violí sol, ja que cobreix pràcticament tots els aspectes de la tècnica violinística coneguda en els temps de Bach; és una de les peces més difícils d'interpretar per a aquell instrument. Aquesta xacona s'interpreta molt sovint aïllada de la resta de la partita.
Durada aproximada: 29 minuts.
-  Xacona (?·pàg.)
-  Xacona per a piano, només per a la mà esquerra (?·pàg.)[3] (?·pàg.)

### Sonata núm.3 en do major, BWV 1005
1. Adagio
2. Fuga (Alla breve)
3. Largo
4. Allegro assai

Durada aproximada: 23 minuts.

### Partita núm. 3 en mi major, BWV 1006
1. Preludi
2. Loure
3. Gavotte en Rondeau
4. Menuet I
5. Menuet II
6. Bourrée
7. Giga

Una transcripció per a llaüt existeix, amb el número de catàleg BWV 1006a.
Durada aproximada: 20 minuts.
-  Preludi de la Partita núm. 3 en mi major, BWV 1006 (?·pàg.)

## Transcripcions i orquestracions
Encara que aquesta obra estava composta per al violí, Bach mateix transcrivia fragments per a altres instruments, i tota ella ha estat transcrita per a altres autors a la guitarra, viola, violoncel i piano.

### Transcripcions de Bach
- La fuga de la Sonata núm. 1, va ser transcrita per a orgue (BWV 539) i per a llaüt (BWV 1000).
- La Sonata núm. 2 completa, va ser transcrita per a teclat (possiblement per Bach) (BWV 964).
- L'Adagio de la Sonata núm. 3, va ser transcrita per a teclat (BWV 968).
- La Partita núm. 3, completa, és també la Suite núm. 4 per a Llaüt (BWV 1006)
- El Preludi de la Partita núm. 3 també apareix en dues cantates diferents: la BWV 29 (on està orquestrada amb bastant dramatisme per a orgue obligat i orquestra) i la BWV 120.

### Altres transcripcions
- La xacona de la Partita núm. 2 ha estat transcrita:
  - per al piano, per Ferruccio Busoni i Joseph Joachim;
  - per al piano, per a la mà esquerra sola, per Johannes Brahms;
  - per a la guitarra, per Andrés Segovia;
  - per a l'orquestra, per Leopold Stokowski.
- Moviments concrets de les Sonates i Partitas són els Estudis Bach-Grandjany per a arpa, transcrits per Marcel Grandjany.
- Dues sonates i un partita han estat transcrits per a piano pel Leopold Godowsky.
- L'obra completa s'ha transcrit per a clave per Winsome Evans de la Universitat de Sydney.

## Enregistraments

### Per a violí

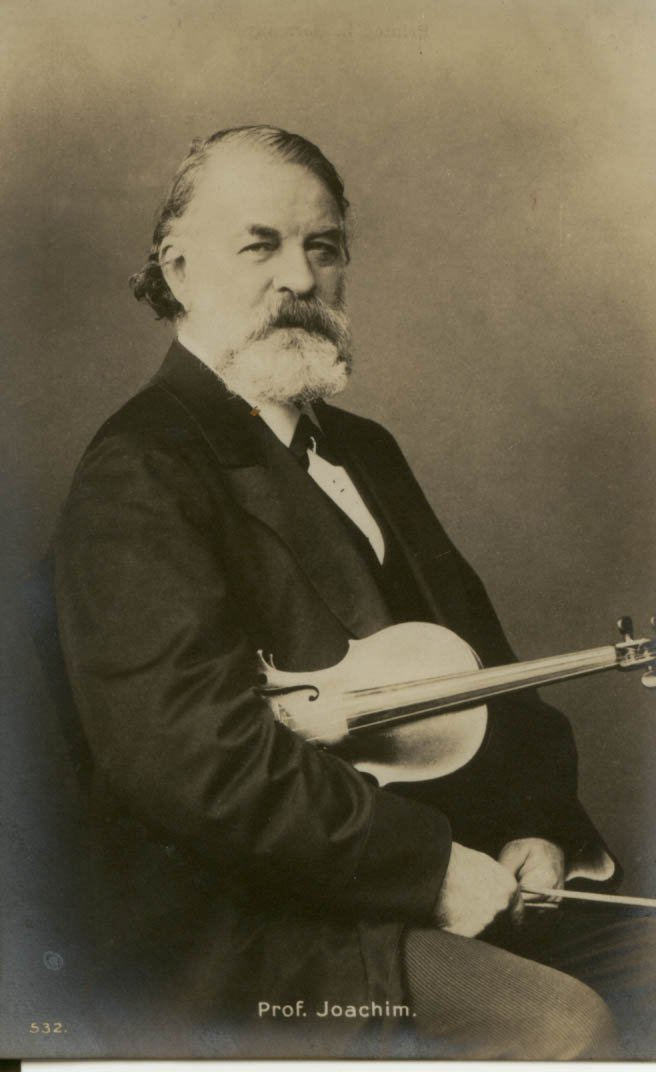
Joseph Joachim

Els primers fragments enregistrats foren els de Joseph Joachim, el 1903, i el primer enregistrament de tota l'obra van ser la de Yehudi Menuhin a finals de la dècada de 1930.
| - Yehudi Menuhin, 1934-1944 - George Enescu, 1948 - Jascha Heifetz, 1952 - Joseph Szigeti, 1956 - Arthur Grumiaux, 1961 - Henryk Szeryng, 1954 i 1967 - Nathan Milstein, 1956 i 1973 - Sigiswald Kuijken, 1981 (violí barroc) - Jean-Jacques Kantorow, 1985 - Itzhak Perlman, 1988 - Gidon Kremer, 1980 i 2005 - Lucy van Dael, 1996 - Ida Haendel, 1996 - Salvatore Accardo, 1996 - Vanessa-Mae, 1996 - Hilary Hahn, 1997 (només les BWV 1004-1006) - Rachel Podger, 1997-1999 (violí barroc) | - Ingrid Matthews, 2000 (violí barroc) - John Holloway, 2006 (violí barroc) - Dmitry Sitkovetsky - Oscar Shumsky - Elizabeth Wallfisch (violí barroc) - Monica Huggett (violí barroc) - Thomas Zehetmair - Shlomo Mintz - Lara St. John - Christian Tetzlaff - Julia Fischer, 2005 (Guadagnini, 1750) - Wolfgang Schneiderhan, 1955 (només BWV 1004) - Emil Telmányi (amb un arc Vega/Bach) - James Ehnes, 2000 - Richard Tognetti, 2005 (Guadagnini, 1759) - Michael Vaiman, 2006 - Ilya Kaler, 2006 |

### Per a altres instruments
- Scott Slapin, viola
- Andrei Pricope, violoncel
- Vito Paternoster, violoncel
- Andrés Segovia, guitarra (alguns moviments)
- John Williams, guitarra (alguns moviments)
- Paul Galbraith, el 1998, amb una guitarra de 8 cordes
- Goran Sollscher, guitarra
- Hopkinson Smith, llaüt de barroc de 13 curs
- Nigel North, l'obra completa (i també les suites per a violoncel) en llaüt
- Serguei Rakhmàninov, piano (preludi de la tercera Partita)
- Béla Fleck, banjo (preludi de la Partita núm. 3, en el to de Do en comptes de Mi)
- Manuel Barrueco, guitarra (Sonates BWV 1001, 1003 & 1005)
- Dave Grossman, baix elèctric de 7 corda
- Leigh Howard Stevens, marimba
- Kazuhito Yamashita, el 1989, guitarra